# Tessina

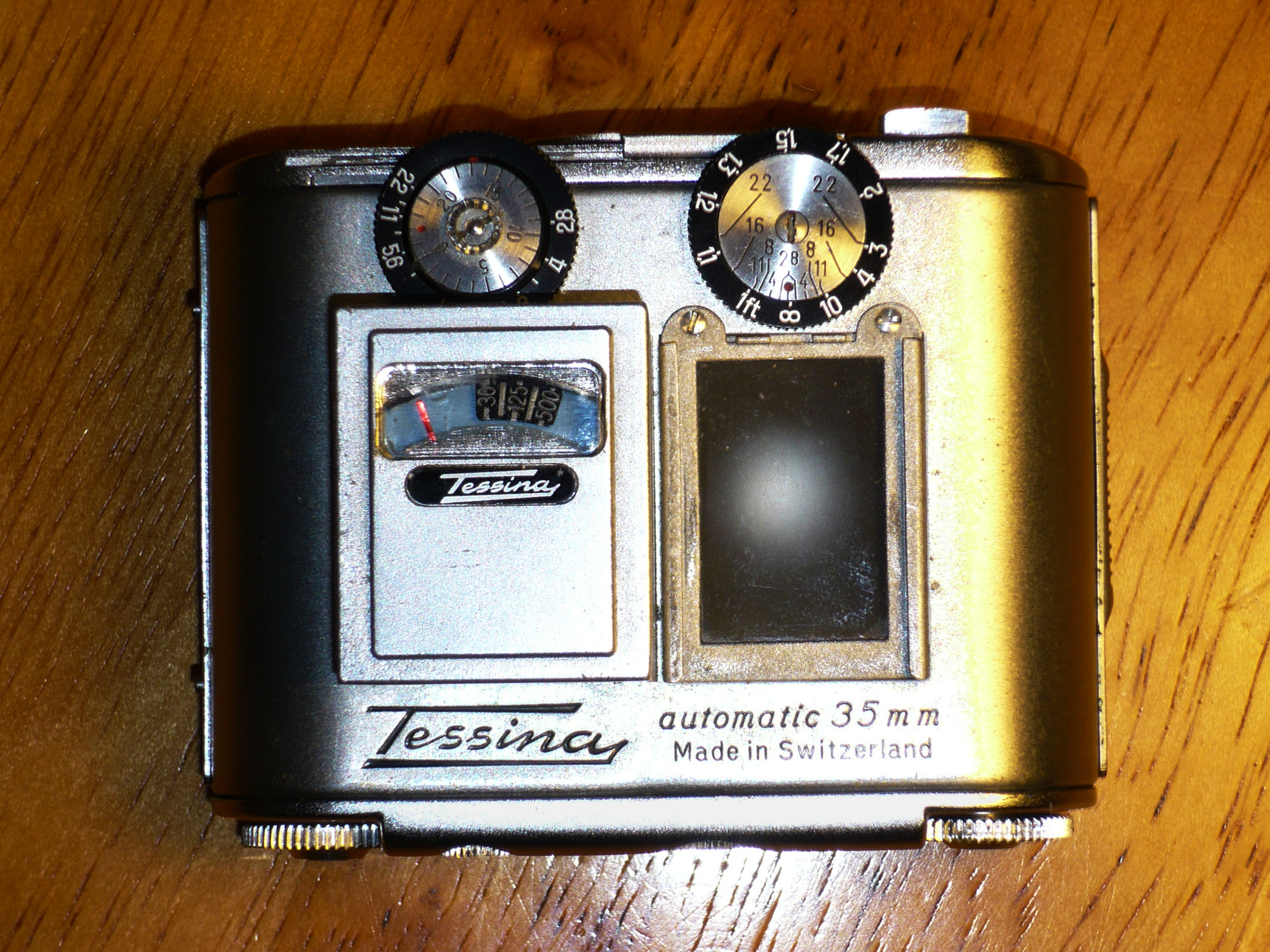
Tessina Selenium.

Tessina es una cámara fotográfica de 35 mm y alta calidad. Fue patentada por el ingeniero químico alemán Dr. Rudolph Steineck en Lugano, Suiza y fabricada por la empresa Siegrist en Grenchen, Suiza. La cámara fue introducida en 1957 y distribuida por la compañía Concava S.A. Estuvo en producción hasta 1996.
La cámara Tessina toma fotografías 14x21 mm en una película estándar de 35 mm, cargada en un compartimento especial, por lo que es una de las pocas cámaras de subminiatura que utiliza este formato. 

## Características
Tiene una pequeña doble lente réflex de 2x2x1 pulgadas, así como dos lentes Tessinon de 25 mm f/2,8; una para hacer las fotografías, la otra para ver la pantalla en la parte superior de la cámara. Un espejo de 45° que se encuentra en la parte inferior de la cámara para ahorrar espacio, se utiliza para doblar la luz entrante en la película. 
Los diafragmas son variables hasta f/22 y la velocidad de obturación va desde 1/2 a 1/500. La película fotográfica avanza como de un mecanismo de relojería, con un muelle maestro integrado en la bobina de recogida. Cada devanado puede durar hasta 8 exposiciones. Su peso es de solo 166 gramos.
De la cámara Tessina se han producido tres modelos: Tessina automática de 35 mm, Tessina 35 y Tessina L. Las tres son muy similares.
Accesorios:
- 6x Pentaprisma (negro y cromo)
- 8x Lentes
- Cadena y adaptador de trípode
- Adaptador de zapata
- Cargador de película
- Exposición de selenio de 26,5 mm x 22,2 mm x 9,8 mm; peso 19,5 g
- Flash
- Cinturón de cueron en color negro o marrón
- Soporte para muñeca, para utilizar la cámara como reloj de pulsera